# MAGIX Music Maker
Music Maker es un software de edición de audio, multipista, para Microsoft Windows creado por la compañía alemana MAGIX. Está destinada al usuario amateur. La primera versión se introdujo en el año 1994. La última versión disponible de Music Maker es Magix Music Maker 2024. El software incluye muchos samples de sonido y de vídeo. Además tiene diferentes plug-ins e interfaces.

## Versiones actuales
- Music Maker 2024, Music Maker 2024 Premium, Music Maker 2024 Control, Music Maker 2024 Studio Edition
- Music Maker Soundtrack Edition
- Music Maker Jam
- Music maker Rock Edition

## Requisitos del sistema
- Procesador desde 2 GHz.
- Mín. 2 GB RAM
- Espacio libre mínimo en disco duro 7,5 GB
- Tarjeta gráfica onboard con resolución mínima de 1024x768
- Tarjeta de sonido de 16 bit

## Formatos soportados[2]
| Importación | WAV, MP3, Ogg Vorbis, WMA, QuickTime, MIDI, FLAC, CD-A, BMP, JPEG, AVI, MXV, WMV |
| Exportación | WAV, MP3, Ogg Vorbis, WMA, QuickTime, MIDI, FLAC, CD-A, BMP, JPEG, AVI, MXV, WMV |
| Interfaces  | VST, ASIO, ReWire, DirectX, MAGIX Low Latency                                    |